# Persone di nome Renata
| Questa pagina contiene informazioni ricavate automaticamente dalle voci biografiche con l'ausilio del template Bio e di un bot. L'aggiornamento è periodico e automatico e ricostruisce completamente la pagina. Se manca una persona in questa lista, sei pregato di non aggiungerla, ma accertati piuttosto che la sua voce biografica contenga il template Bio e che i dati anagrafici siano correttamente compilati. Se il template Bio manca, inseriscilo tu stesso o, in alternativa, metti l'avviso {{tmp\|Bio}} che ne segnala la mancanza. Se i dati riportati sono sbagliati, correggi direttamente la voce biografica; le modifiche saranno visibili in questa lista entro pochi giorni. Per chiarimenti vedi il progetto antroponimi. La lista contiene solo le 71 persone che sono citate nell'enciclopedia e per le quali è stato implementato correttamente il template Bio. Pagina aggiornata al 22 lug 2025. |

Questa è una lista di persone presenti nell'enciclopedia che hanno il nome Renata, suddivise per attività principale.

## Allenatrici di calcio(1)
- Renata Costa, allenatrice di calcio e ex calciatrice brasiliana (Assaí, n. 1986)

## Artiste(2)
- Renata Boero, artista italiana (Genova, n. 1936)
- Renata Bonfanti, artista e designer italiana (Bassano del Grappa, n. 1929 - Bassano del Grappa, † 2018)

## Attrici(9)
- Renata Attivissimo, attrice e cantante italiana (Lavello, n. 1956)
- Renata Fronzi, attrice brasiliana (Rosário, n. 1925 - Rio de Janeiro, † 2008)
- Renata Litvinova, attrice e regista russa (Mosca, n. 1967)
- Renata Marini, attrice e doppiatrice italiana (Bologna, n. 1904 - Roma, † 1972)
- Renata Notni, attrice e modella messicana (Cuernavaca, n. 1995)
- Renata Pacini, attrice e cantante italiana (Roma, n. 1949)
- Renata Seripa, attrice italiana (Roccarainola, n. 1898 - San Leo, † 1977)
- Renata Sorrah, attrice brasiliana (Rio de Janeiro, n. 1947)
- Renata Zamengo, attrice italiana (n. 1942)

## Calciatrici(1)
- Renata Capobianco Machado, calciatrice brasiliana (San Paolo, n. 1978)

## Cantanti(5)
- Renata Dąbkowska, cantante polacca (Żebry-Laskowiec, n. 1972)
- Renata Fusco, cantante e attrice teatrale italiana (Cava de’ Tirreni, n. 1969)
- Reni Jusis, cantante polacca (Konin, n. 1974)
- Renata Mauro, cantante, conduttrice televisiva e attrice italiana (Milano, n. 1934 - Biella, † 2009)
- Renata Przemyk, cantante polacca (Bielsko-Biała, n. 1966)

## Cestiste(8)
- Renata Březinová, cestista ceca (Rychnov nad Kněžnou, n. 1990)
- Renata Kronberger, ex cestista tedesca (Plzeň, n. 1958)
- Renata Moreschi, ex cestista italiana (n. 1944)
- Renata Piernitzka, ex cestista polacca (Tczew, n. 1944)
- Renata Piestrzyńska, ex cestista polacca (Pabianice, n. 1974)
- Renata Pudláková, ex cestista ceca (Bamberga, n. 1992)
- Renata Salvestrini, ex cestista italiana (Capodistria, n. 1969)
- Renata Zocco, ex cestista italiana (Trieste, n. 1973)

## Danzatrici(1)
- Renata Calderini, ballerina italiana (Udine, n. 1955)

## Direttrici di coro(1)
- Renata Cortiglioni, direttrice di coro italiana (Serrungarina, n. 1909 - Roma, † 1987)

## Discobole(1)
- Renata Scaglia, ex discobola italiana (Torino, n. 1954)

## Doppiatrici(2)
- Renata Bertolas, doppiatrice e direttrice del doppiaggio italiana (Verona, n. 1962)
- Renata Biserni, doppiatrice, attrice teatrale e psicologa italiana (Santa Fiora, n. 1950)

## Filosofe(1)
- Renata Viti Cavaliere, filosofa italiana (Napoli, n. 1946)

## Fondiste(1)
- Renata Hönisch, ex fondista austriaca (n. 1958)

## Fumettiste(1)
- Renata Gelardini, fumettista italiana (Roma - † 2012)

## Ginnaste(1)
- Renata Bianchi, ginnasta italiana (Cornigliano, n. 1926 - Cornigliano, † 1966)

## Giornaliste(2)
- Renata Pisu, giornalista, scrittrice e traduttrice italiana (Roma, n. 1935)
- Renata Vasconcellos, giornalista e conduttrice televisiva brasiliana (Rio de Janeiro, n. 1972)

## Lunghiste(1)
- Renata Nielsen, ex lunghista polacca (Otwock, n. 1966)

## Mezzofondiste(2)
- Renata Capitanio, ex mezzofondista e velocista italiana (Bergamo, n. 1960)
- Renata Pliś, mezzofondista polacca (Breslavia, n. 1985)

## Modelle(2)
- Renata Ruiz, modella cilena (Santiago del Cile, n. 1984)
- Renata Soñé, modella dominicana (New York, n. 1982)

## Musiciste(1)
- Renata Ferri, musicista italiana (Milano, n. 1944)

## Nobili(2)
- Renata di Lorena, nobile francese (Nancy, n. 1544 - Monaco di Baviera, † 1602)
- Renata d'Asburgo-Teschen, nobile (Pola, n. 1888 - Balice, † 1935)

## Numismatiche(1)
- Renata Cantilena, numismatica e docente italiana (Salerno, n. 1954)

## Nuotatrici(1)
- Renata Spagnolo, ex nuotatrice italiana (Caracas, n. 1989)

## Pallavoliste(1)
- Renata Colombo, pallavolista brasiliana (Birigui, n. 1981)

## Pianiste(3)
- Renata Borgatti, pianista italiana (Bologna, n. 1894 - Roma, † 1964)
- Renée Longarini, pianista, attrice e conduttrice televisiva italiana (Pordenone, n. 1931 - Milano, † 2010)
- Renata Zatti Cicuttini, pianista, compositrice e violoncellista italiana (Casarsa della Delizia, n. 1932 - Bruxelles, † 2003)

## Politiche(3)
- Renata Briano, politica e attivista italiana (Genova, n. 1964)
- Renata Bueno, politica brasiliana (Brasilia, n. 1979)
- Renata Marchionni Zanchi, politica italiana (Pistoia, n. 1905 - † 1982)

## Principesse(2)
- Renata di Borbone-Montpensier, principessa francese (n. 1494 - Nancy, † 1539)
- Renata di Francia, principessa francese (Blois, n. 1510 - Montargis, † 1575)

## Schermitrici(1)
- Renata Knapik-Miazga, schermitrice polacca (Tarnów, n. 1988)

## Sciatrici alpine(1)
- Renata Carraretto, sciatrice alpina italiana (Cortina d'Ampezzo, n. 1923 - Montevideo, † 2000)

## Scrittrici(4)
- Renata Adler, scrittrice, giornalista e critica cinematografica statunitense (Milano, n. 1937)
- Renata Orso Ambrosoli, scrittrice e attrice italiana (Rivarolo Ligure, n. 1915 - Roma, † 2012)
- Renata Pucci di Benisichi, scrittrice e traduttrice italiana (Petralia Sottana, n. 1924)
- Renata Viganò, scrittrice, poetessa e partigiana italiana (Bologna, n. 1900 - Bologna, † 1976)

## Scultrici(1)
- Renata Cuneo, scultrice e ceramista italiana (Savona, n. 1903 - Savona, † 1995)

## Sindacaliste(1)
- Renata Polverini, sindacalista e politica italiana (Roma, n. 1962)

## Soprani(2)
- Renata Scotto, soprano e regista teatrale italiana (Savona, n. 1934 - Savona, † 2023)
- Renata Tebaldi, soprano italiano (Pesaro, n. 1922 - Città di San Marino, † 2004)

## Storiche(1)
- Renata De Lorenzo, storica italiana (Avellino, n. 1947)

## Tenniste(2)
- Renata Voráčová, tennista ceca (Zlín, n. 1983)
- Renata Zarazúa, tennista messicana (Città del Messico, n. 1997)

## Traduttrici(1)
- Renata Colorni, traduttrice italiana (Milano, n. 1939)

## Senza attività specificata(1)
- Renata Mauer, ex tiratrice a segno polacca (Nasielsk, n. 1969)